# Meridiane Könyvkiadó
Meridiane Könyvkiadó – az Állami Irodalmi és Művészeti Kiadó 1960-ban történt osztódása folytán létesült művészeti és turisztikai könyvkiadó, amelynek gondozásában albumok, művészeti munkák és igényes kivitelű turisztikai kiadványok jelentek meg, 1974-ig magyar nyelven is. Az alábbi szócikk ezen bukaresti székhelyű kiadó magyar nyelvű, ill. magyar vonatkozású  köteteit mutatja be.
A Meridiane Könyvkiadó kiadásában megjelent művek túlnyomórésze román szerzők munkája volt; magyar szerzőként Kovács György és Dános Miklós egy-egy Marosvásárhelyt bemutató turisztikai kiadványhoz írt előszót (1962-ben, ill. 1966-ban), s Dimény István Szőnyi István, Banner Zoltán pedig Nagy Albert festészetét mutatta be a képreprodukciókat bevezető rövid román nyelvű tanulmányában (1964-ben, ill. 1968-ban). Bizonyára gazdaságossági meggondolásból a Meridiane Könyvkiadó kiadta Komsa Anna Szakácskönyvét (1965, 1967) és Mann Endre Sütemények és édességek c. kötetét (1965, 1967, 1968), az újrakiadások és Mann Endre könyve legutolsó, 25 000-es példányszáma után ítélve üzleti sikerrel. Magyar társszerzője volt (Viehmann József) a Şerban Mihai-jal és Dan Comannal közös Romániai barlangok (1961) c. albumnak, a Cluj (1967) c. városismertető kiadványnak (ezt Hadrian Daicoviciu mellett Bunta Magda és Ferenczi István jegyezte). Kiadta Szervátiusz Jenő Vida Géza művét bemutató (1965) és Raoul Şorban Szervátiusz-albumát is (1966).
A Romániai városok és tájak és Kis útikalauz c. sorozatokban vagy önállóan megjelent kiadványok előszavainak legnagyobb részét neves román írókkal (Tudor Arghezi, Mihai Beniuc, Marcel Breslaşu, Vladimir Colin, Lucia Demetrius, Fănuș Neagu) íratták; a turisztikai kiadványok látnivalókban gazdag erdélyi tájakat és városokat (Arad, Brassó, Kolozsvár, Marosvásárhely, Nagyszeben, Nagyvárad, Vajdahunyad; Borszék, a Gyilkos-tó, Szováta, Püspök- és Félixfürdő, Tusnád) is bemutattak; 1965 után a helységneveket a címben is románul szerepeltetve.
A Meridiane Könyvkiadó kiadásában magyarul is megjelent néhány művészeti tárgyú munka: Val Tebeica: Az első román postabélyegek (1962), T. Bănăţeanu-M. Focşa: A díszítmény a román népművészetben (1963), J. Perahim-V. Kazar-M. Popescu: A harcos román grafika (1963), C. Giurescu: Erdély a román nép történetében (1968). Magyarul is megjelentette a Meridiane Könyvkiadó Adrian Victor, Burtea Ioan és Lupan Petre Románia történelmi és építészeti emlékei és Gh. Anghel Középkori várak Erdélyben c. kézikönyveit (az előbbit Bokor Katalin, az utóbbit Vass Mária fordításában), s Vasile Drăguţ, V. Florea, Dan Grigorescu és Marin Mihalache A román festőművészet képcsarnoka c. munkáját (Bokor Katalin és Kilgászt Éva fordításában, mindhármat 1973-ban). Sajnos mindhárom mű magyar változata – nem szólva a szerzők egyoldalú történelmi beállítódásairól – tele van a fordítók tájékozatlanságából eredő súlyos terminológiai hibákkal. Így az eleinte biztatóan (az első szakaszban évi átlagban 9 művel) indult kiadói igyekezet nemcsak mennyiségi tekintetben zárult negatívan (az utolsó hét év alatt összesen 9 művel), hanem minőségét tekintve is.